# Kacper Habisiak
Kacper Habisiak (ur. 10 lutego 1983 w Łodzi) – polski reżyser dźwięku.
Trzykrotny laureat Nagrody za dźwięk na Festiwalu Polskich Filmów Fabularnych w Gdyni oraz laureat Polskiej Nagrody Filmowej za najlepszy dźwięk (2018). Członek amerykańskiego stowarzyszenia Motion Picture Sound Edition.

## Wybrana filmografia
dźwięk/realizacja dźwięku:

- 80 milionów (2011)
- Sęp (2012)
- W imię... (2013)
- Jack Strong (2014)
- Fotograf (2014)
- Body/Ciało (2015)
- Na granicy (2016)
- Powidoki (2016)
- Twarz (2017)
- Cicha noc (2017)
- Pitbull. Ostatni pies (2018)

opracowanie dźwięku:
- Pora umierać (2007)

## Nagrody i nominacje
- 2007 – Nagroda za dźwięk w filmie Pora umierać na Festiwalu Polskich Filmów Fabularnych w Gdyni
- 2015 – Nagroda za dźwięk w filmie Body/Ciało na Festiwalu Polskich Filmów Fabularnych w Gdyni
- 2015 – nominacja do Polskiej Nagrody Filmowej za dźwięk w filmie Jack Strong
- 2016 – Nagroda za dźwięk w filmie Na granicy na Festiwalu Polskich Filmów Fabularnych w Gdyni
- 2016 – nominacja do Polskiej Nagrody Filmowej, Orzeł za dźwięk w filmie Body/Ciało
- 2018 – nominacja do Polskiej Nagrody Filmowej, Orzeł za dźwięk w filmie Powidoki
- 2018 – Polska Nagroda Filmowa za dźwięk w filmie Cicha noc